# Kereplő
A kereplő fából készült mechanikus idiofon hangszer, amely rázás vagy forgatás hatására pergő, kerregő, recsegő, durrogó hangot ad ki. Működési elve többféle lehet, magát a hangot fa alkatrészeinek összeütődése hozza létre. Mérete a tenyérnyitől a több méteresig terjedhet. Gyermekjátékként, riasztó- és jelzőeszközként, rituális vagy zenei célra használják, de előfordulhat szimpla zajkeltőként is, pl. focimeccs, tüntetés alkalmával, más hasonló hangszerekkel hasonló funkcióban (pl. síp, duda, szurkolói dobok, vuvuzela, stb.).

## Típusai

### Kalapácsos kereplő
A kalapácsos kereplő tulajdonképpen a deszkadob, a szimandron mechanizált változata. Egy 2–3 cm vastag, 15–30 cm nagyságú téglalap alakú keményfa deszkalap közepén egy rá merőleges faoszlop halad át; ennek felső vége lazán ide-oda mozgatható kalapácsot vagy kalapácsokat tart, alsó fele fogantyúként szolgál. Ha a hangszert ennél fogva erősen előre-hátra lengetik, az a kalapács vagy kalapácsok ide-oda csapódásával jár, ami kereplő hangot eredményez.

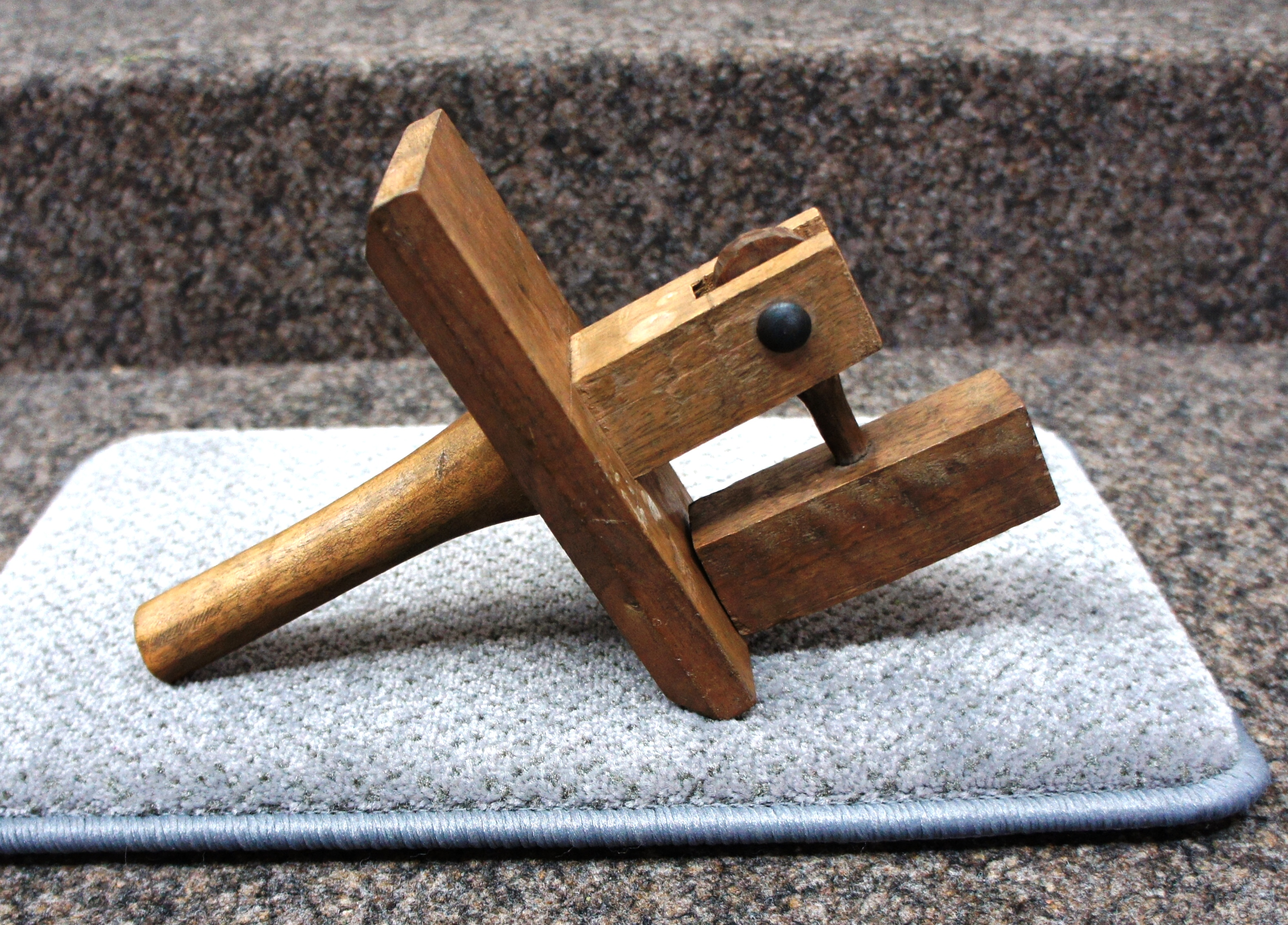
Templomi kereplő, Rebstein, Svájc
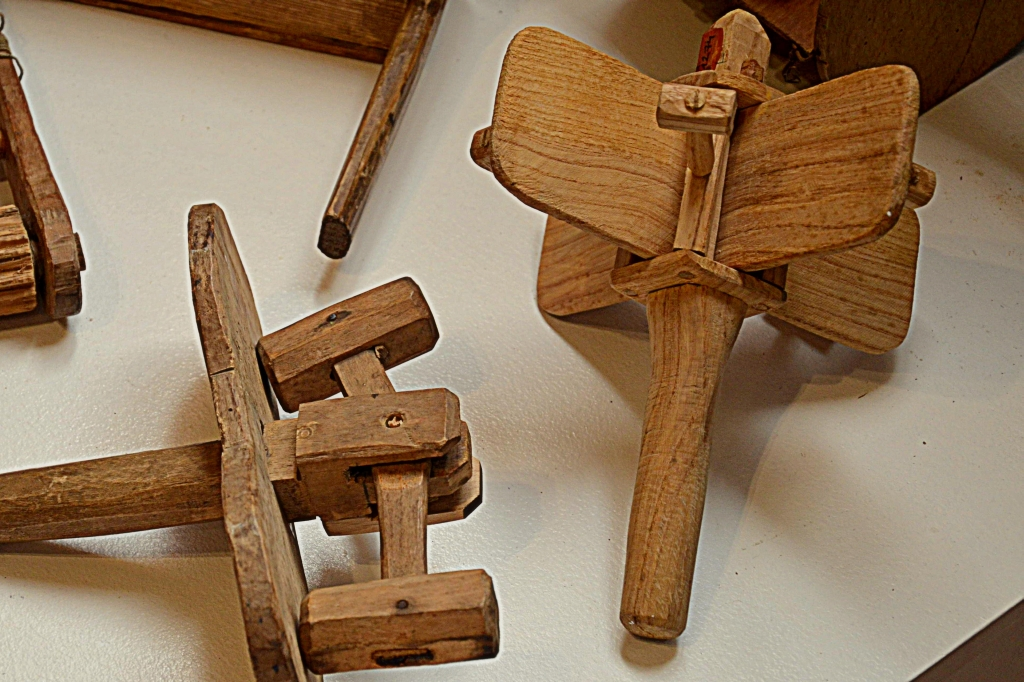
Kalapácsos kereplők, Sanok, kárpátalja
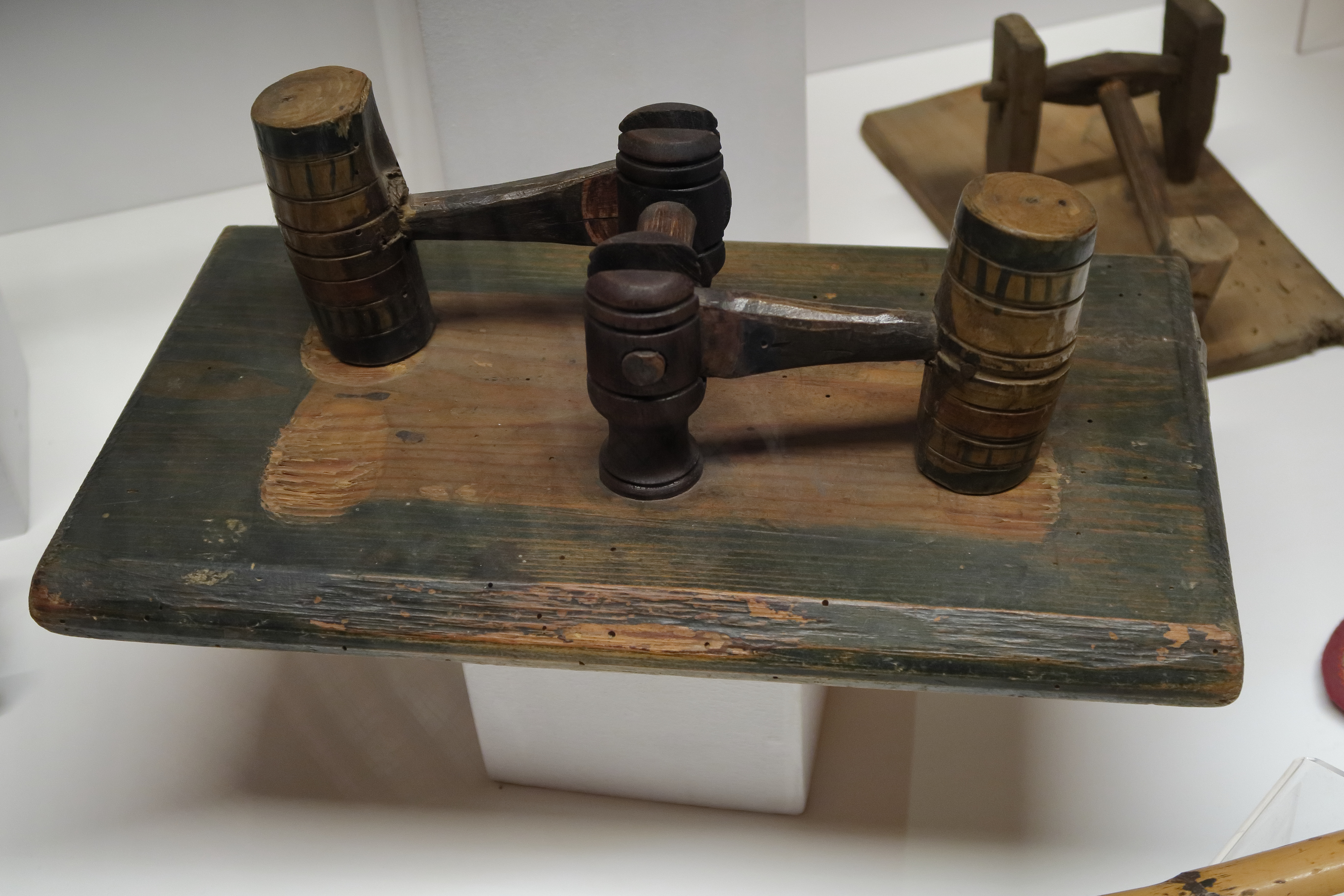
Matraca – Asztúria, Spanyolország
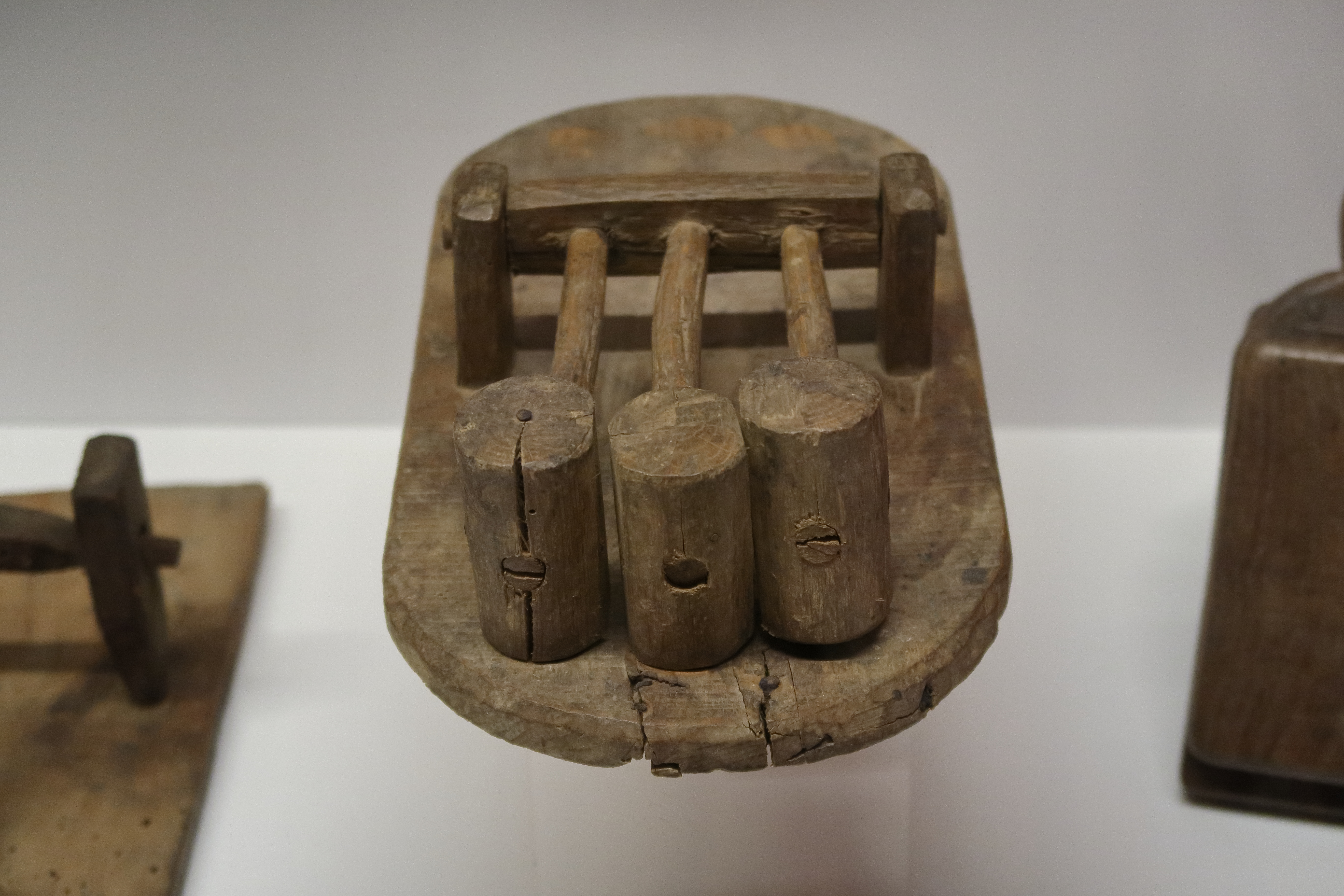
Matraca három kalapáccsal
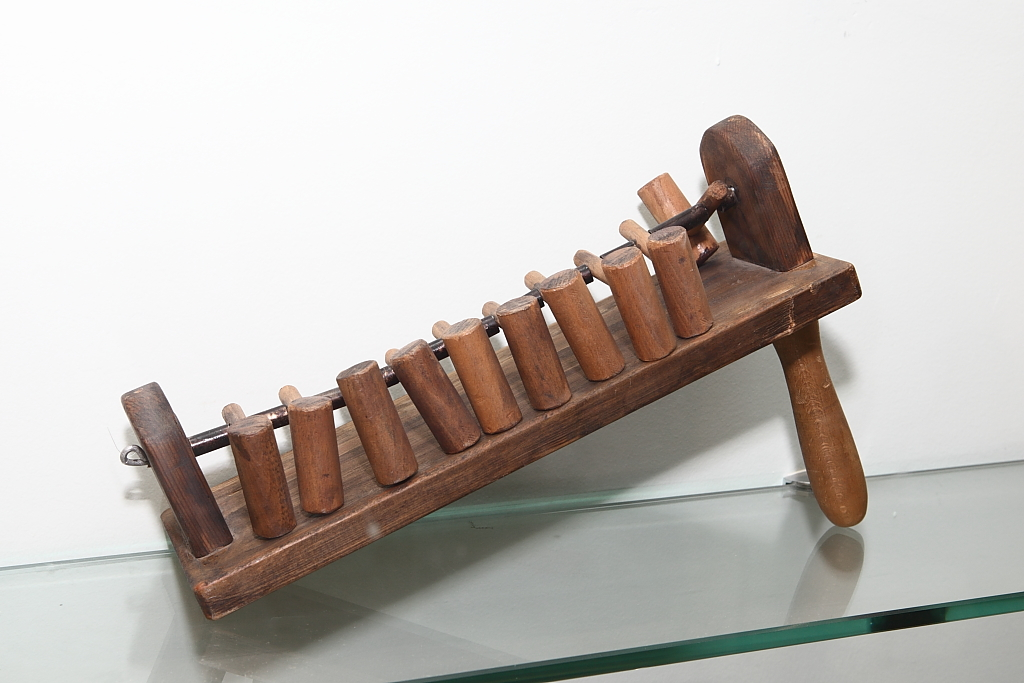
A zsidók purim ünnepén használt zajkeltő, grager

### Bordás kereplő
A bordás kereplő a legismertebb kereplőtípus. Működése a kilincsműhöz, racsnihoz hasonlít. Részei: egy keret, amelyben vékony, rugalmas fanyelv található, a nyelv szabad végénél pedig egy nyéllel forgatható, bordás fahenger. A nyelv vége nyugalmi állapotban a fahenger bordázatához feszül. A fahenger forgatásakor a nyelv a bordázott felületen fokról fokra csapódik, ami szapora, csattogó hangot eredményez. A forgatás a kisebb hangszerek esetén úgy is történhet, hogy a forgatható nyelet a használója szorosan markolja, miközben a kereplő keretét a zászlólengetéshez hasonló módon hozza forgásba.
Egyszerűbb hangszerek esetén a keret és a nyelv egy darabból lehet fűrésszel, vésővel kialakítva. Más esetben a nyelv külön darabból van, ilyenkor gyakran keresztléceken át fűzik be a helyére, hogy jobban megfeszüljön, nagyobbat szóljon. A nyelvet és a bordázott hengert az igénybevétel miatt ajánlatos keményfából elkészíteni.
A kereplőnek létezik behangolt, dallamjátszó változata is. Ennek három nyelve különböző hangmagasságra van hangolva, leginkább dúr hármashangzat alapján. A nyelvek megszólaltatására nem bordázott, hanem dudorokkal, bütykökkel ellátott henger szolgál. A nyelvenként egy-egy bütyök a fahenger más-más szegmenseiben van, hogy egymás után szólaljanak meg a hangok. Az ilyen kereplő gyakran kurbliszerű hajtókar forgatásával működtethető.
A kisebb méretű bordás kereplők 18–20 cm-esek, ezek használatosak gyerekjátékként, és az ütőhangszeres zenészek által használt kereplők is ebbe a nagyságrendbe esnek. A kertekben régebben pl. szőlőéréskor a madarak elriasztására használt kereplők akár 1 m-esek is lehettek.

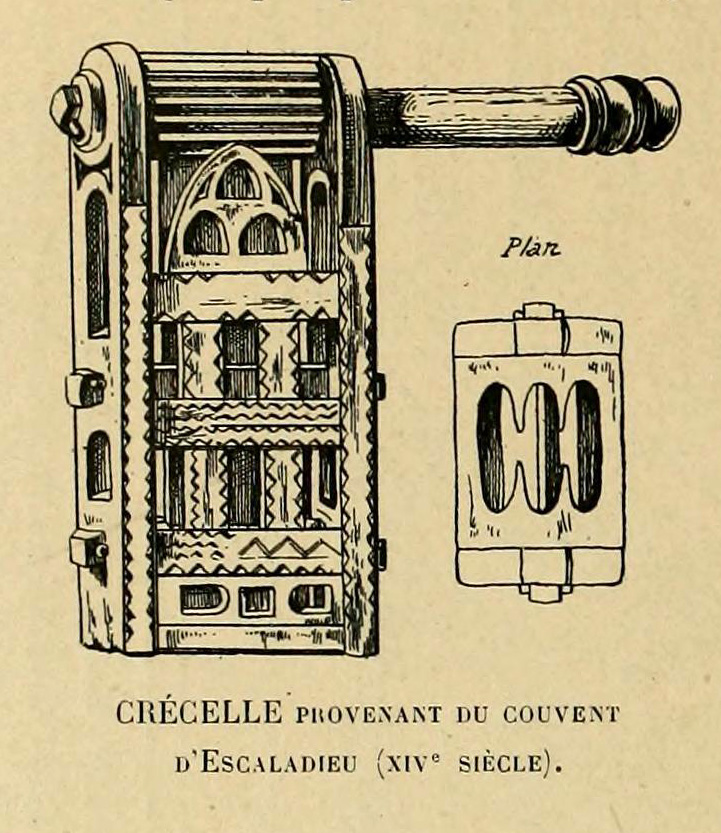
Kereplő a 14. századból
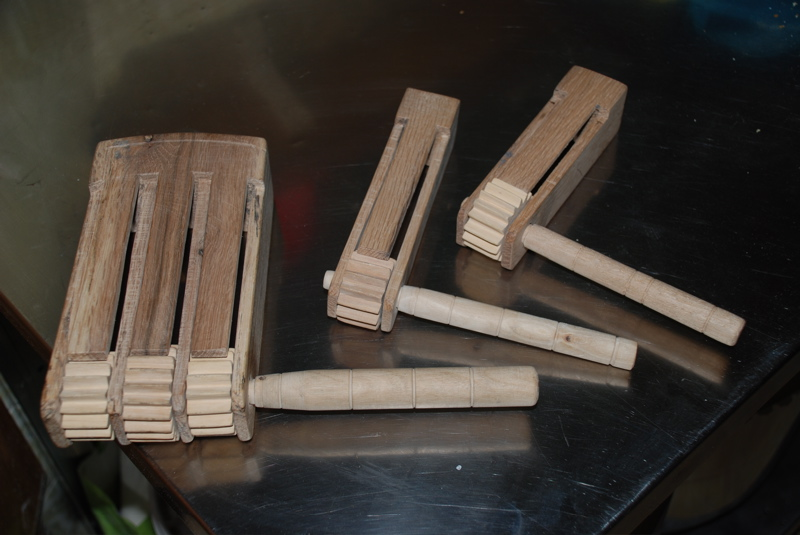
Egyszerű bordás kereplők
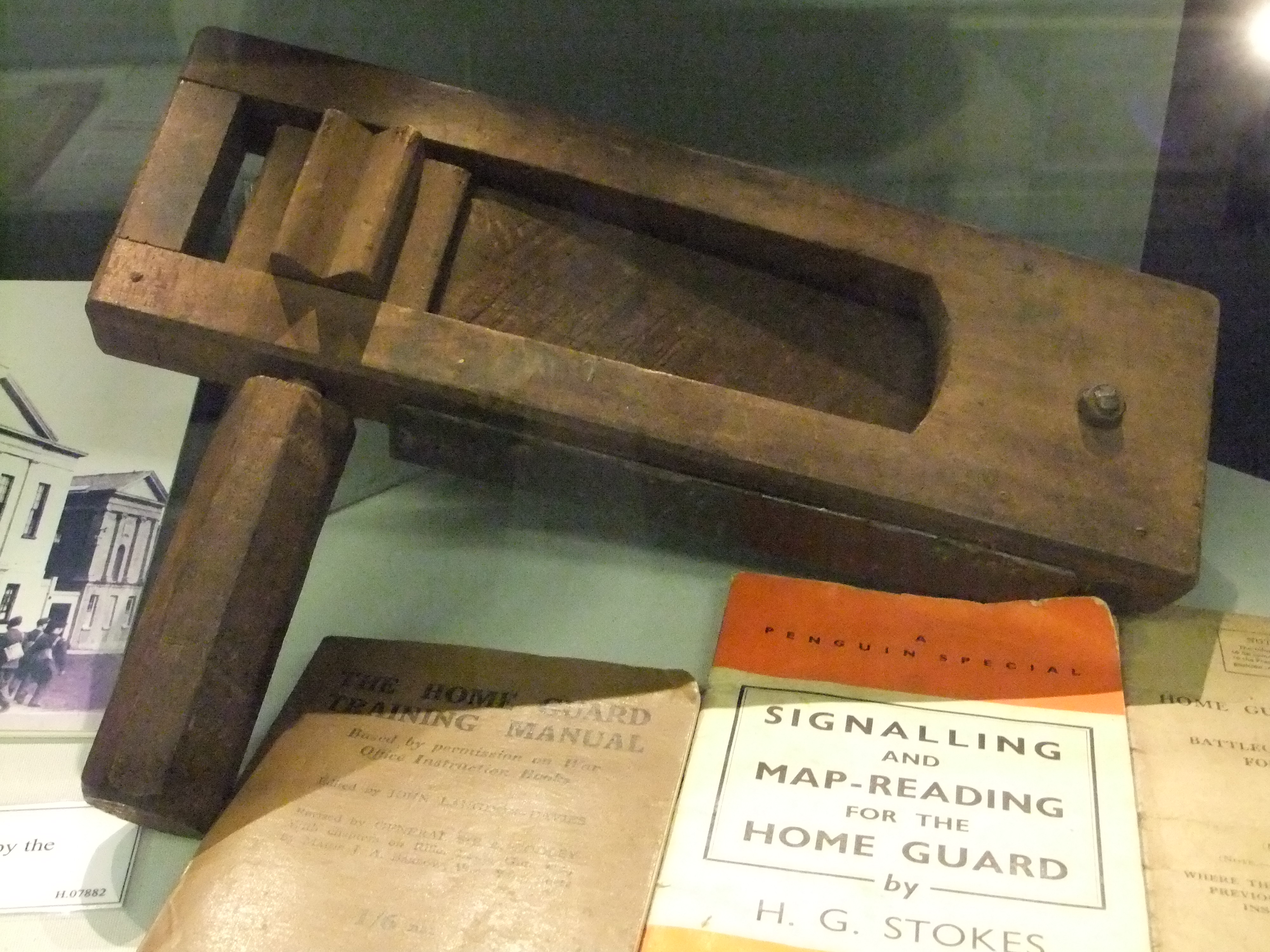
Gáztámadásra figyelmeztető kereplő a második világháborúból
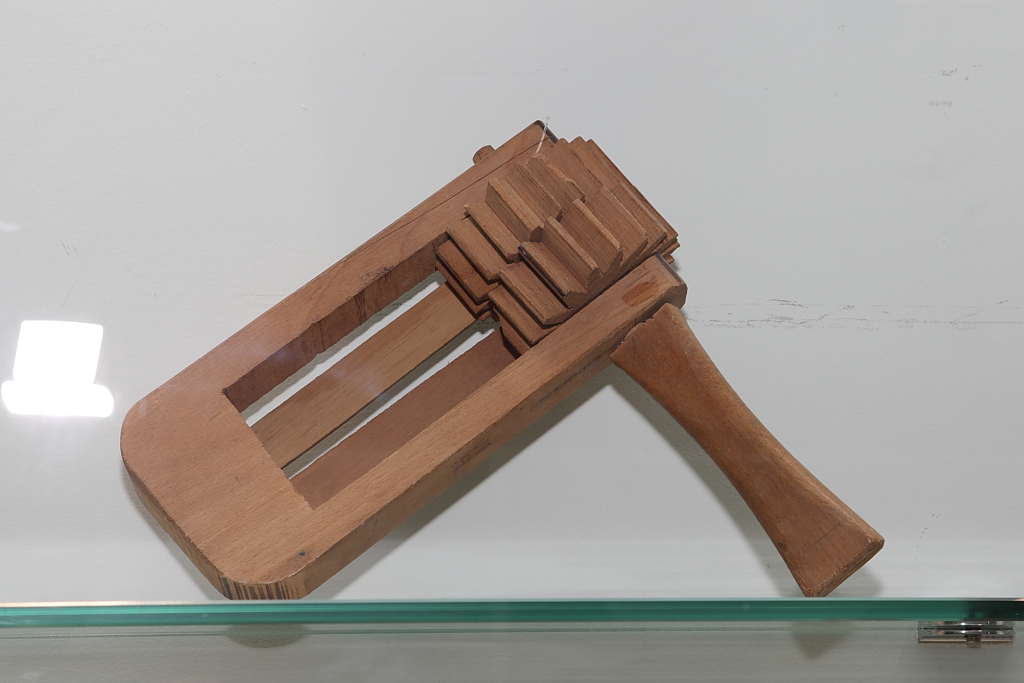
Purimi kereplő két nyelvvel
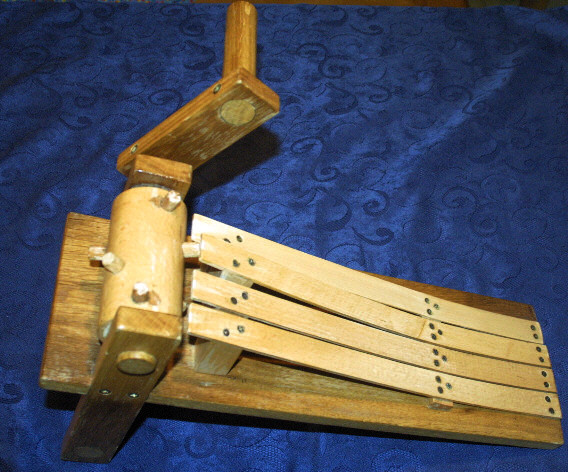
Négynyelvű kereplő bütykös hengerrel

### Szekrényes kereplő
A szekrényes kereplő a kalapácsos és a bordás kereplő alkatrészeit kombinálja egymással, és hangszekrény hozzáadásával hoz létre még erősebb hangot. Egy nagy fadoboz felső lapja egyik végén egy tüskékkel ellátott forgatható henger van, a másik végéhez rögzítve pedig több rugalmas nyelv, melyeket a forgó henger tüskéi térítenek ki nyugalmi helyzetükből. A nyelvek végére kalapácsfejhez hasonlóra faragott faalkatrészek csatlakoznak, ezek csapódnak a szekrény felső lapjához. A szekrényes kereplő mérete több méteres is lehet, hangja a puskaropogásra hasonlít, kurbliszerű hajtókarral működtetik. A második vatikáni zsinat előtti liturgiában a katolikus templomok tornyaiban nagycsütörtök és nagyszombat között a harangokat helyettesítette (ahogy kis, kalapácsos kereplőt használt a ministráns is a csengő helyett).

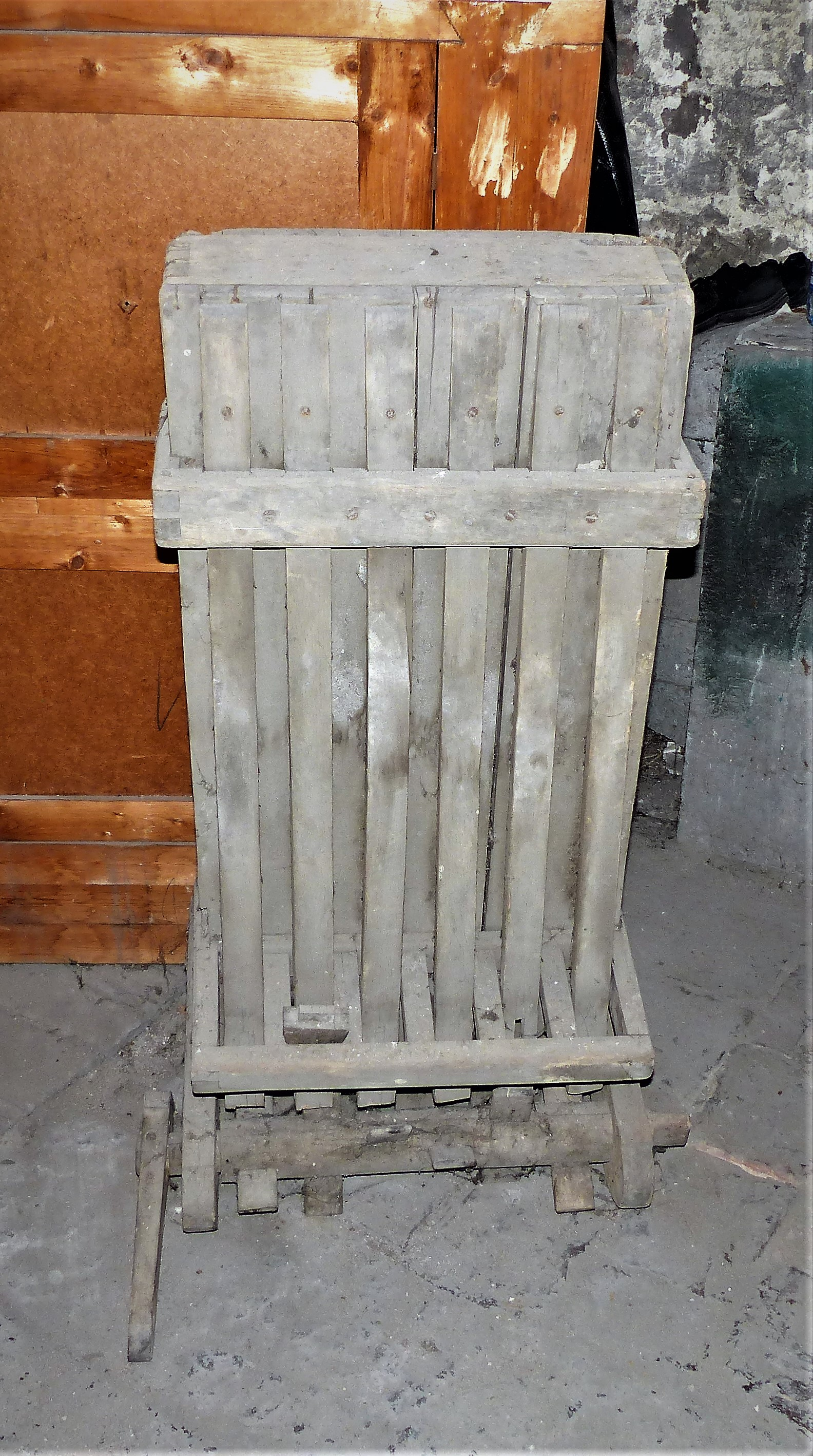
A budapesti Teréz-templom szekrényes kereplője
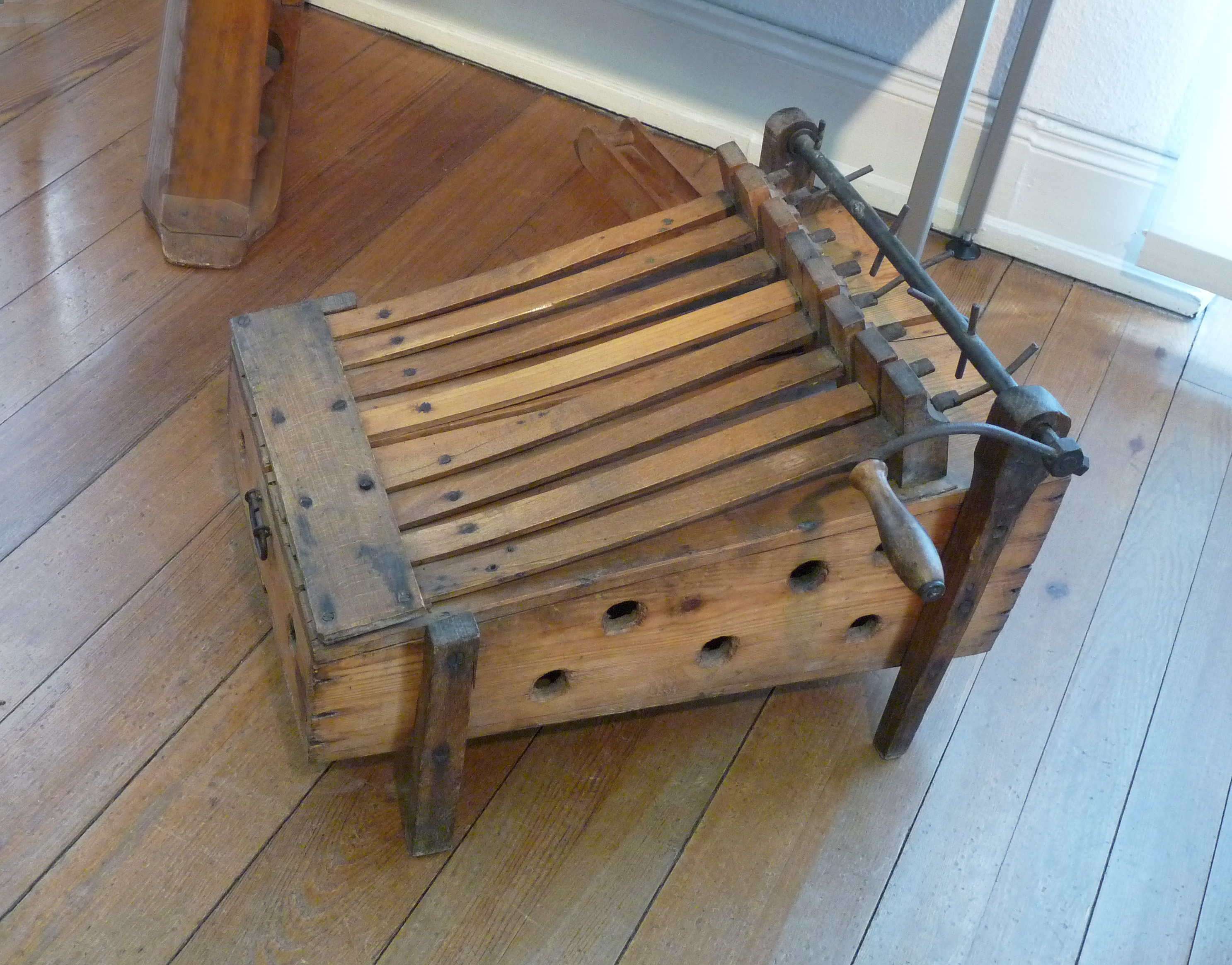
Szekrényes kereplő, Elzász

### Szélkereplő
A szélkereplő szél által meghajtott kereplő. Pózna vagy épület tetején foglalhat helyet, célja a kártevő madarak, vadak elijesztése, de gyerekjáték is lehet. A működéséhez szükséges mozgási energiát egy szél által forgatott, fából készült, légcsavarszerű alkatrész biztosítja. A szélirányba való beállítást a szélkakashoz hasonlóan függőleges, farokszerű lemez biztosítja.
A szélkereplő működhet a bordás kereplőnek megfelelően: ekkor a szélkerék tengelyére van a bordás henger egy keretben vízszintesen felszerelve, a hangkeltő nyelv pedig függőlegesen, alulról felfelé állva feszül a bordás hengerhez. A szélkerék tengelyén bordás henger helyett faütők is lehetnek. Ilyen esetben a forgó faütők a kerethez erre a célra rögzített deszkát ütögetik. Hogy ütéskor ne akadjanak meg, az ütők vége csuklósan, cséphadaró-szerűen van kialakítva, vagy az ütők végére lazán felszerelt fémdarabok csapódnak az ütőfelülethez.

## A komolyzenében
A nyugati komolyzene történetében a kereplőt a vitatott szerzőjű Gyerekszimfónia után először Richard Strauss használta a Till Eulenspiegel vidám csínyjeiben. Később más szerzőknél is előfordul, pl. Ravel, Respighi, Milhaud, Carl Orff zenéjében. A partitúrákban a a hangját tremolóként vagy trillaként jelölik. A komolyzenei gyakorlatban általában a bordás kereplőt használják.

## Magyar vonatkozások
A magyar néphagyományban és egyházi tradícióban mindegyik fajta kereplő jelen van. Hagyományos magyar elnevezései: a kereplő névváltozataiként kerepélő, kerepelő, kereplyő, kereplye, kerepű, kerep, kelep, egyéb nevei: cserregő, csergető, csörgete, pörgető, repegtető, röhögő (Dunántúl), rühencs (Tállya).